# 1971 год в Канаде
1971 год в истории Канады.

## Персоналии

### Родились
- 24 февраля — Брайан Сэвидж, канадский хоккеист, призёр Олимпиады-1994.
- 24 февраля — Терри Холлингер (нем. Terry Hollinger) (en), канадский хоккеист, обладатель Кубка Telus (1988), Кубка Колдера (1996), игрок сборной команды всех звёзд Американской хоккейной лиги (1996, 1997), чемпион Италии (2003).